# Histoire de l'éducation en France
Pour des articles plus généraux, voir Histoire de l'éducation et Système éducatif en France.
Le système éducatif français a connu d'importantes évolutions à travers l'histoire, avec pour principale caractéristique un accès de plus en plus large des Français à l'enseignement, depuis l'Ancien Régime jusqu'à nos jours. Longtemps réservé à une certaine élite, l'enseignement a connu une démocratisation importante.
La question de l'enseignement est soumise à des enjeux politiques, idéologiques et économiques qui contribuent à nourrir son histoire.
Citoyens, familles, État et institutions (religieuses, économiques...) constituent les groupes de pression qui vont permettre l'aboutissement de l'école généralisée, notamment au travers des lois Jules Ferry. L'histoire de l'éducation en France est donc marquée par des considérations économiques (coût de l'école, valeur économique des enfants) et sociales, mais aussi par des débats sur la liberté d'enseignement et sur la laïcité.

## Moyen Âge

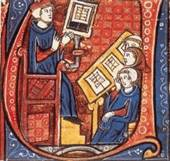
Leçon dans une université médiévale : un docteur en droit canon et ses élèves.

Une idée fausse, que Charlemagne a « inventé l'école » en France, a pour origine une anecdote forgée par Notker de Saint-Gall d'un Charlemagne visitant l'une des écoles de sa création pour tester les connaissances des écoliers. Il est vrai que, conseillé sur ce point par Alcuin, il crée l'école du Palais à Aix-la-Chapelle : les enseignements sont structurés autour des sept arts libéraux (quadrivium et trivium) qui avaient été définis au VIe siècle. En réalité, son capitulaire Admonitio generalis promulgué le 23 mars 789 prend notamment comme décision majeure la restauration d'écoles monastiques ou épiscopales. De fait, la Gaule romanisée disposait d'écoles municipales (écoles primaires dispensées par le magister, écoles secondaires par le grammairien, écoles supérieures sous la direction du rhéteur). Ce modèle romain fut perpétué dans les écoles presbytérales, monastiques ou épiscopales qui lui adjoignirent un enseignement religieux, comme l'atteste le Concile de Vaison, mais il s'était surtout développé dans l'Espagne wisigothique, l'Irlande, l'Italie ou l'Angleterre, Charlemagne faisant appel aux maîtres de ces grands foyers d'études pour former un corps de fonctionnaires rigoureux et une élite aristocratique.
Au XIIe siècle se produit une véritable révolution scolaire. La renaissance du XIIe siècle voit un progrès dans l'instruction, l'apparition des universités avec l'organisation unifiée de l'enseignement de tous les collèges (Moyen Âge) des villes importantes et l'approfondissement de la connaissance des auteurs grecs (Aristote, et aussi Thalès, Euclide, Archimède, etc.).
Les universités étaient structurées en quatre facultés, dont l'enseignement commence par celui des collèges de la faculté des arts qui continuent d'enseigner le quadrivium et le trivium, et qui jouent le rôle de propédeutique, et se poursuit dans l'une des trois autres facultés : (théologie, médecine, droit), selon le secteur d'activité auquel se destine l'écolier.
Tant au Moyen Âge que pendant la Renaissance, l'enseignement se fait entièrement en latin. À partir de 1530, (fondation du Collège Royal, futur Collège de France) quelques professeurs (le grammairien Ramuz[Qui ?], le mathématicien Pierre Forcadel) donnèrent néanmoins leur enseignement en français.

## Ancien Régime
L'époque moderne voit se développer les « petites écoles » destinées à donner une instruction de base aux enfants (lire, écrire, compter), notamment avec l'Ordonnance du 13 décembre 1698. Le roi Louis XIV oblige les parents de France à envoyer leurs enfants dans les écoles paroissiales, dites « petites écoles » . Cette obligation s'applique aux enfants jusqu'à l'âge de quatorze ans. Le pouvoir royal encourage ces écoles, mais sans s'impliquer, ni pour l'organisation, ni pour le financement. Les petites écoles sont donc sous la dépendance des évêques et des communautés locales. Le financement vient uniquement des familles, ce qui ne favorise pas un enseignement suivi. Ces petites écoles, surtout présentes dans les villes et dans certaines régions, sont généralement réservées aux garçons.

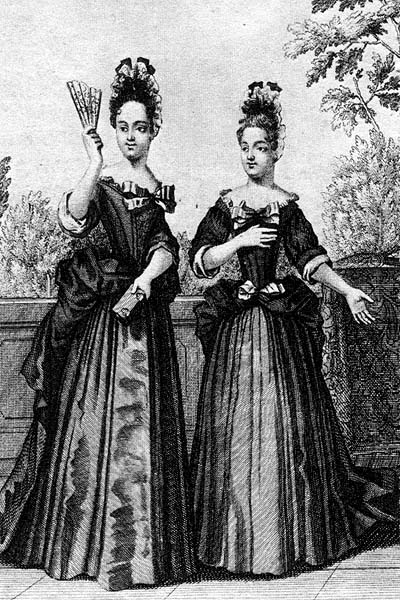
Demoiselles de Saint-Cyr, gravure de Nicolas Bonnard entre 1680 et 1715.

Cette éducation se fait en français, tant par les Frères des écoles chrétiennes que dans les Petites écoles de Port Royal. Dans les campagnes, dans les écoles destinées à l'alphabétisation des enfants pauvres, l'apprentissage de la lecture se fait à partir de livres de prières en latin et en langues régionales et en dialectes locaux. L'éducation des filles, qui restera assez limitée (lecture, écriture, grammaire, histoire et littérature) se faisait aussi en français : l'institution de Saint-Cyr, pour l'éducation de jeunes filles nobles désargentées, en est un bon exemple.
Dans les grandes villes sont créés des collèges tenus par des ordres religieux. Ils s'émancipent avec plus ou moins de difficultés des universités. Les Jésuites fondent et dirigent notamment du XVIe au XVIIIe siècle de nombreux établissements prestigieux dans lesquels l'enseignement est gratuit (le plus célèbre étant l'actuel lycée Louis-le-Grand à Paris). L'enseignement s'y fait exclusivement en latin, tandis que les Oratoriens acceptent un peu de français. Tous ces collèges forment une part importante des enfants de la bourgeoisie, même s'ils ne rejoignent pas l'université. Ces dernières se maintiennent, la détention de diplômes étant indispensable pour l'exercice de certaines fonctions, notamment des offices judiciaires ou de la prêtrise. Au XVIIIe siècle, le français commence à s'installer dans les collèges : vers le milieu du siècle, on cesse d'imposer le latin dans les conversations des élèves ; peu avant la Révolution, le français commence à s'étendre à l'enseignement des mathématiques, des sciences, de la philosophie. La suppression de la Compagnie de Jésus en 1773 amorce la volonté révolutionnaire de retirer à l'enseignement sa dimension religieuse. Après la fermeture des institutions des jésuites on commence aussi à enseigner le français, sa grammaire et son orthographe, dans tous les collèges.
C'est aussi avant la Révolution française que sont créés les premiers établissements de formation supérieure spécialisée, notamment pour le génie, et qui préfigurent les grandes écoles.

## L'œuvre de la Révolution
L'éducation devient un enjeu important dès les débuts de la Révolution française (1789), et l'objet de nombreux débats, bien qu'il faille attendre quelque temps avant qu'elle ne soit réformée. Ainsi, dès 1791, une enquête sur les établissements d’instruction publique est lancée par le Comité d'instruction publique de l'Assemblée législative.
La loi du 19 décembre 1793 (29 frimaire an II), promulguée le 25 décembre 1793 (5 nivôse an II), met en place pour la première fois en France une école publique, gratuite et obligatoire, pour les filles et les garçons. Son caractère obligatoire résulte d'un amendement de Louis-Joseph Charlier.
Elle trouve son origine dans un « Plan général d’instruction publique », élaboré par Gabriel Bouquier, député de la Dordogne. La loi Bouquier rend obligatoire une scolarité de trois ans pour les enfants de 6 à 8 ans. Cette loi est, selon l’historien Côme Simien, « la mieux appliquée et la plus appropriée de toutes les lois scolaires de la décennie révolutionnaire ».Cette loi prévoit l’allocation d’un salaire fixe aux instituteurs et institutrices et leur confère une importante liberté pédagogique. En principe, n’importe qui peut devenir instituteur, s’il obtient un certificat de civisme et s’enregistre auprès de sa municipalité. Les enseignants sont notamment chargés d’expliquer les droits de l’homme, la Constitution ainsi que d’utiliser des livres républicains. Les parents des enfants qui ne se rendraient pas à l’école s’exposent à de lourdes amendes.
La loi Bouquier est soutenue par le Comité de salut public, qui voit en elle un moyen d’apaiser les tensions liées à l’atmosphère de guerre civile. Son application prend fin en 1794, à la suite de la chute de Robespierre, pour laisser place à la loi Lakanal, puis à la loi Daunou en 1795.
Le magister de village et le clerc paroissial qui faisaient office de maître d'école sont remplacés par les instituteurs dont le corps est formé par la loi du 12 décembre 1792 qui a pour objectif d'ouvrir l'enseignement primaire à tous, comme l'atteste la création du ministère de l'Instruction publique. La réforme aboutit à la loi Daunou du 3 brumaire an IV (25 octobre 1795) qui organise un enseignement primaire, mais supprime l'obligation d'éducation. Elle crée aussi d'éphémères écoles centrales pour le secondaire, lesquelles ont pour principal objectif de donner une place plus grande aux sciences, rompant ainsi avec l'éducation des humanités transmise sous l'Ancien Régime.
Les enjeux de l'éducation selon les révolutionnaires sont : 
- de donner une culture à l'ensemble des citoyens qui, une fois éclairés, ne tomberont pas dans le piège d'une vie entièrement orientée vers la satisfaction des besoins énormes de main d'œuvre du système de production ou vers le culte ;
- de légitimer et d'assurer la survie du nouveau système politique français qui émerge, la démocratie.

Les universités sont supprimées en 1793 et remplacées à partir de 1794 par des écoles professionnelles : écoles de droit et de médecine. La Révolution développe aussi le système des grandes écoles, comme l'École polytechnique, fondée en 1794. C'est à la même période que Nicolas de Condorcet lance le mouvement de l'éducation permanente qui doit permettre à tout citoyen de se former tout au long de sa vie. Le Conservatoire national des arts et métiers est créé à cette époque.

## De Napoléon à Jules Ferry
À son arrivée au pouvoir en 1799, Napoléon Ier constate la désorganisation de l'enseignement primaire et rétablit alors les écoles religieuses. Sous le Consulat, en 1802, sont fondés les premiers lycées, à côté desquels subsistent des collèges considérés comme secondaires. Le 18 mai 1804, Napoléon Bonaparte devient l'empereur des français Napoléon Ier : c'est la fin de la Première République et la naissance du Premier Empire. Le 15 août 1808, le décret napoléonien sur l'éducation prévoit notamment, dans son article 38, que les écoles doivent désormais suivre les « principes de l’Église catholique », et dans son article 109 que les Frères des écoles chrétiennes sont désormais chargés de l’enseignement primaire et de la formation des instituteurs. Ces « Lasalliens », principaux acteurs de l'enseignement primaire catholique, reprennent progressivement leurs fonctions. Mais les ouvertures d'écoles sont si lentes (faute de maîtres formés en nombre suffisant) qu'elles laissent temporairement la place au fort développement de l'école mutuelle.
La grande réforme de Napoléon Ier est celle de la constitution de l'Université impériale, avec la loi du 10 mai 1806 et surtout le décret du 17 mars 1808. Ce dernier inscrit, sous le nom de « logique », la philosophie parmi les matières nécessaires de l'enseignement secondaire. L'année suivante, un règlement remplace ce mot par celui de philosophie, et un arrêté de 1810 étend à tous les lycées cette disposition.
Outre les dispositions institutionnelles, ces textes organisent le monopole de l'enseignement d'État. Selon le décret, les différents ordres d'enseignement sont les facultés, les lycées, les collèges, les institutions, les pensionnats et les écoles primaires.
Les écoles de médecine et de droit reprennent le nom de facultés, pendant que sont créées des facultés des lettres et des sciences.

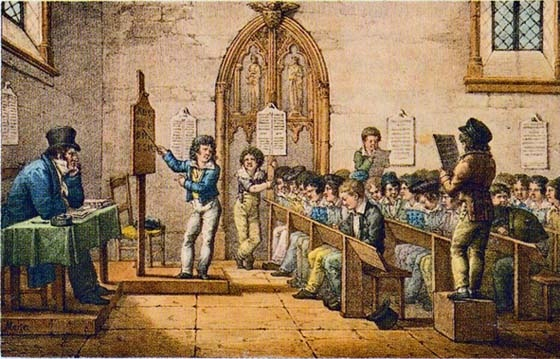
« Gravure vue d'une salle d'école mutuelle », Paris, 1815. Les tableaux de Paris, lithographie de Jean Henri Marlet.

De 1815 à 1830, le régime politique de la France est la Seconde Restauration. L'ordonnance du 29 février 1816 marque un tournant dans l'enseignement. Elle établit un comité cantonal chargé de la surveillance des écoles. Sans préciser les modalités d'enseignement, simultané ou mutuel, elle oblige, dans son article 14, les communes à « pourvoir à ce que les enfants qui l'habitent reçoivent l'instruction primaire, et à ce que les enfants indigents la reçoivent gratuitement », celles-ci pouvant se regrouper pour remplir cette obligation.
L'administration de l’évêque d'Hermopolis Denis Frayssinous (ministre de l'Instruction publique en 1824-1827), institue une agrégation spéciale de philosophie (1825). Le même ministre fait dresser la liste des questions devant être traitées devant les élèves et sur lesquelles doit porter l'examen du baccalauréat. Ce programme, qui date de 1823, comprend la morale, la métaphysique et la logique, qui comprend elle-même une bonne partie de la psychologie. Selon le sociologue Émile Durkheim :
« Si donc on s'en tient à l'organisation purement extérieure et matérielle [de la philosophie], les innovations de Cousin [Ministre de l'Instruction publique en 1840] se réduisirent à substituer le français au latin comme langue usuelle de la philosophie, et à donner au programme un peu scolastique qui existait avant lui un caractère plus moderne. Mais s'il n'eut pas à créer de toutes pièces cet enseignement, il en transforma complètement l'esprit, en lui assignant pour la première fois une fonction sociale et pédagogique de la plus haute importance. »

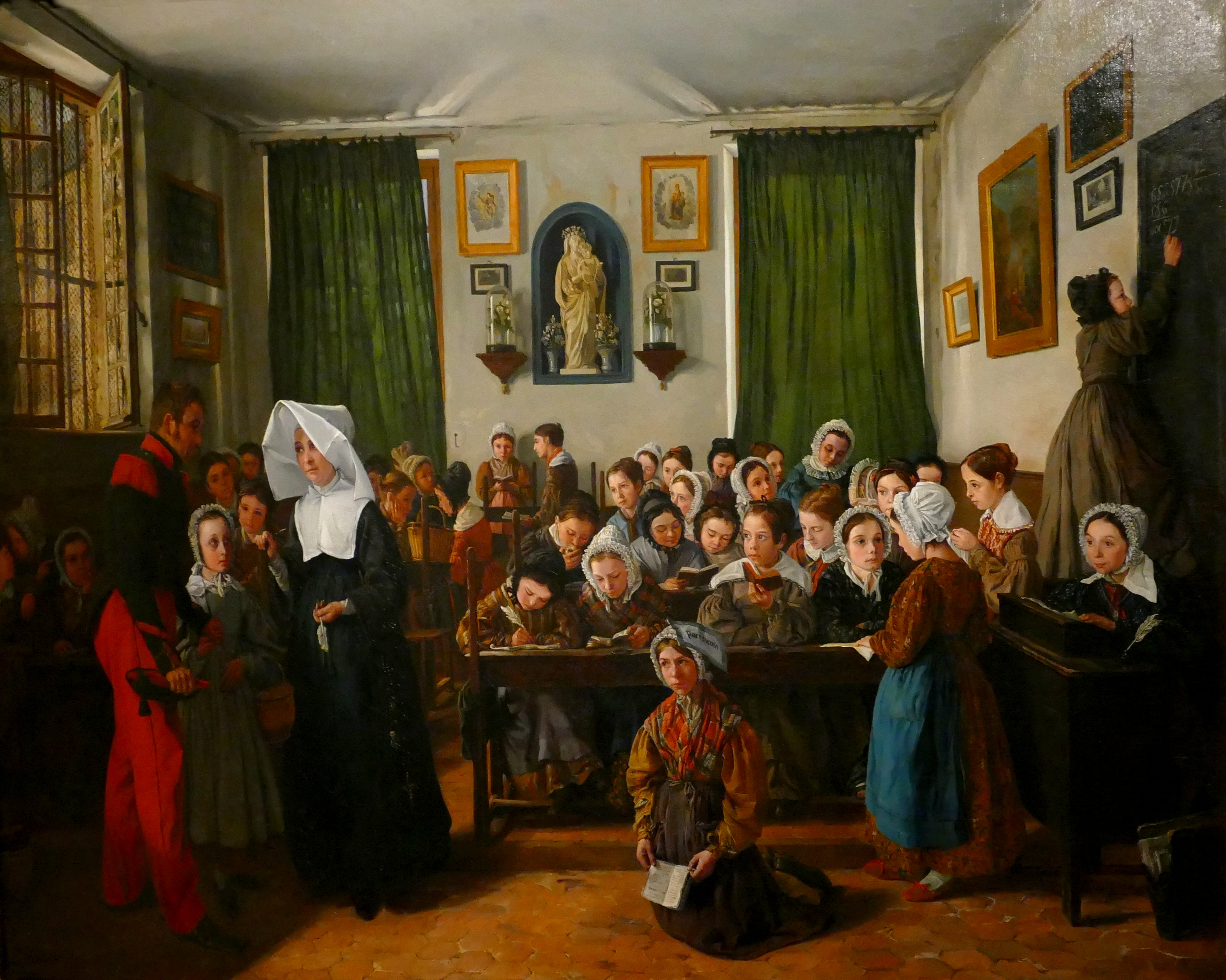
École chrétienne à Versailles, par Antoinette Asselineau, 1839.

À partir de 1830 et jusqu'en 1848, le régime politique français est celui de la monarchie de Juillet. Au cours du XIXe siècle, les gouvernements successifs s'efforcent d'améliorer l'enseignement primaire, tout en devant accepter ou lutter contre la volonté de l'Église catholique de contrôler la formation intellectuelle et morale des jeunes Français. Avec la loi Guizot de 1833, les communes de plus de 500 habitants sont tenues d'avoir une école de garçons. Guizot encourage aussi la fondation d'écoles primaires supérieures destinées à améliorer la formation générale et professionnelle des élèves de l'école primaire issus de familles modestes et qui ne pourraient accéder aux collèges et lycées. Sa loi fixe également un montant minimal pour le salaire des instituteurs (200 francs), leurs appointements payés par les communes étant jusque-là très bas, parfois inexistants. Parallèlement, se développe toute une série d'initiatives visant à « industrialiser » l'éducation. En témoigne l'engagement de personnalités comme La Rochefoucaud-Liancourt et Saint-Simon en faveur de l'enseignement mutuel.
Les femmes ont longtemps l'interdiction d'exercer le métier d'instituteur, jusqu'à un avis du conseil du roi de France du 8 août 1834 qui les autorise à diriger, provisoirement, les écoles de garçons ou les institutions mixtes.
La loi Falloux (1850) cherche à développer l'enseignement primaire en fixant le principe d'une école de garçons dans toutes les communes et d'une école de filles pour « celles qui en ont les moyens ». Elle officialise la dualité des systèmes d'enseignement, à côté d'un enseignement public financé par l'État peut se développer un enseignement « libre » essentiellement formé d'écoles catholiques. De plus, elle confère à l'Église catholique un droit de contrôle très important sur l'organisation, les programmes et la nomination des maîtres de l'enseignement public.
De 1848 à 1852, la France est sous le régime de la Seconde République, qui est ensuite remplacée par le Second Empire jusqu'en 1870. En 1861, la société industrielle de Mulhouse envoie une pétition au Sénat pour la mise en place de l’instruction obligatoire pour tous. La Loi Duruy en 1867 organise officiellement l'enseignement primaire féminin, imposant notamment l’ouverture d'une école de filles dans les communes de plus de 500 habitants. L'historienne Michelle Perrot souligne que sous le Second Empire, les filles n'avaient pas la possibilité de passer le baccalauréat ; Julie Victoire Daubié, première femme à recevoir ce diplôme en France, en 1861, a dû auparavant demander l'autorisation auprès du ministre de l'Instruction publique, lui-même en ayant référé à l'Impératrice Eugénie.
En 1870, se met en place en France la Troisième République. L'enseignement laïque et gratuit est mis en place sous la Commune de Paris, en 1871, dans le 20e arrondissement de cette ville.
Malgré des projets en ce sens après la Révolution française de 1848, aucun gouvernement jusqu'en 1880 n'instaure l'obligation d'éducation. C'est là que va résider l'une des grandes nouveautés de Jules Ferry. L'enseignement secondaire des jeunes filles, pour sa part, est relancé avec la création, en 1880, des lycées de jeunes filles, auxquelles toutefois seules les plus fortunées accèdent.

## L'ère Ferry

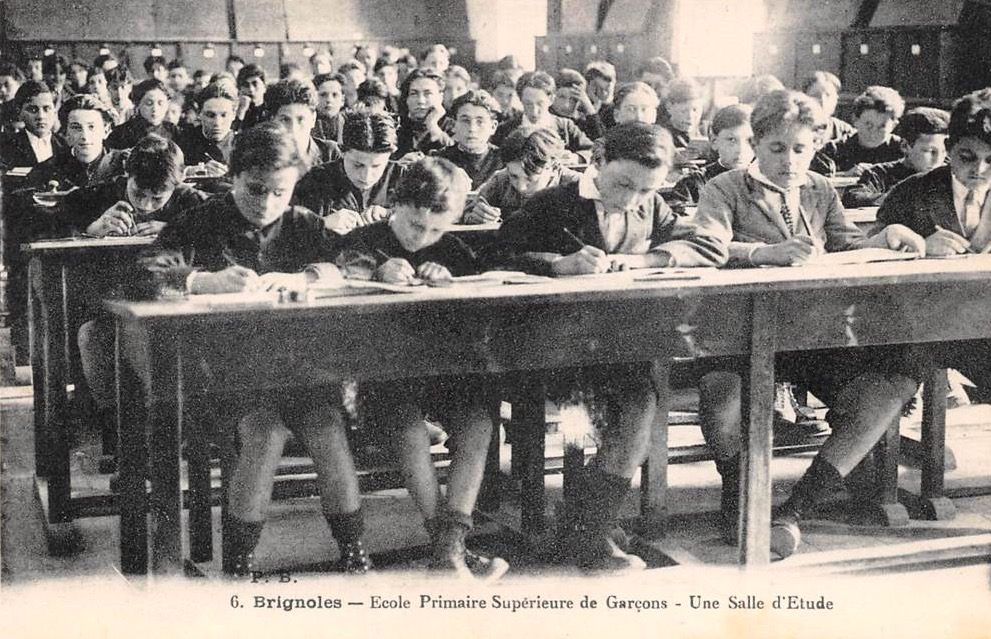
École Primaire Supérieure de garçons de Brignoles (Var), carte postale du début XXe siècle.

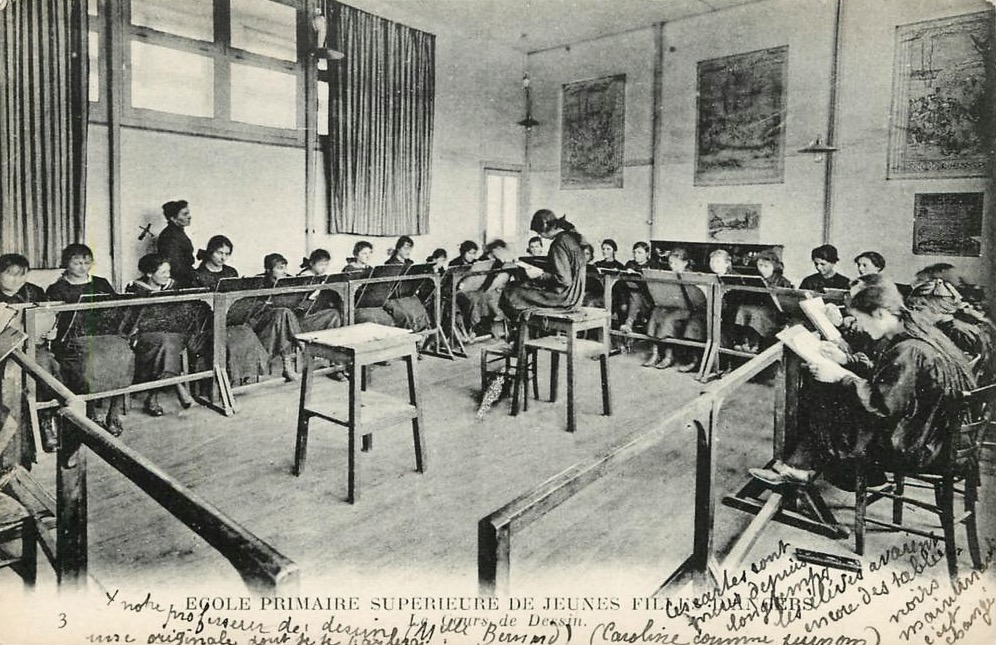
École Primaire Supérieure de jeunes filles d'Angers (Maine-et-Loire), cours de dessin, carte postale du début XXe siècle.

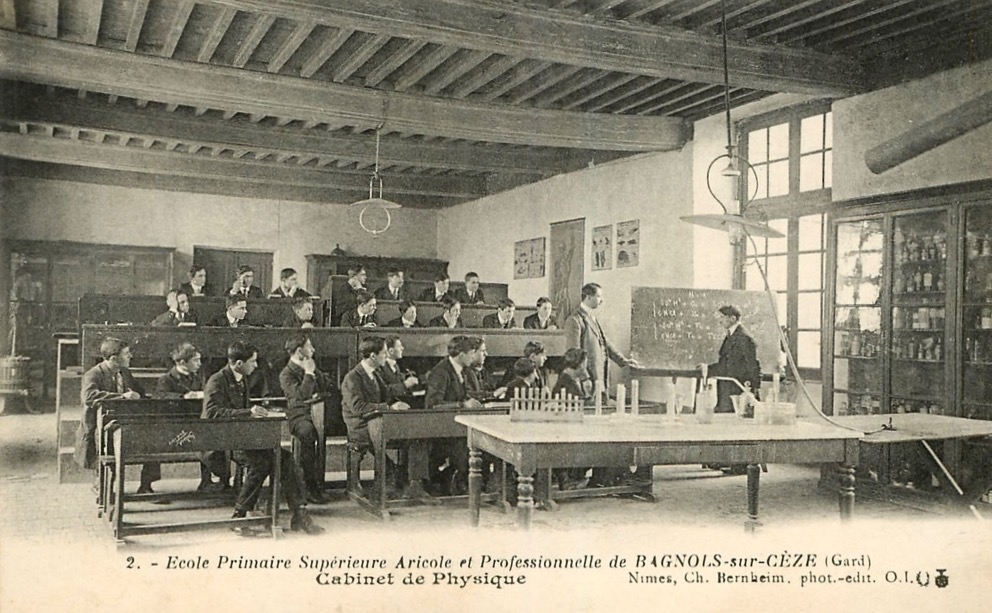
École Primaire Supérieure agricole et professionnelle de Bagnols-sur-Cèze (Gard), cabinet de Physique, carte postale ancienne du début XXe siècle.

Jean Macé, enseignant et homme politique, crée en 1866 la Ligue de l'enseignement qui se bat pour l’instauration d’une école gratuite, obligatoire et laïque.
Les années 1880 sont marquées par des changements fondamentaux dans le système éducatif français, changements essentiellement portés, du moins au début, par Jules Ferry (plusieurs fois ministre de l'Instruction publique et des Beaux-Arts entre 1879 et 1883) et son principal conseiller Ferdinand Buisson. Les lois Jules Ferry de la fin du XIXe siècle qui rendent l'école laïque, obligatoire et gratuite sont l'aboutissement d'un mouvement de laïcisation de l'école. Ainsi, Paul Bert affirme en 1880 sa volonté de remplacer l'enseignement religieux par l'éducation civique en disant : « c'est notre église laïque à nous, où l'on enseigne des vérités scientifiques et démontrables (…), où l'on enseigne les vertus civiques et la religion de la Patrie ». La loi instaure un enseignement obligatoire de 6 à 13 ans, les enfants pouvant toutefois quitter l'école avant cet âge s'ils ont obtenu le certificat d'études primaires institué le 28 mars 1882. La laïcité, proclamée dès 1881 avec la suppression de l'éducation religieuse dans l'enseignement public, est renforcée par la loi Goblet (1886), qui interdit aux religieux d'enseigner dans le public. La laïcité n'est toutefois pas appliquée à l'Alsace et la Moselle, annexées depuis 1871 à l'empire allemand.
Cette instauration de la morale laïque dans des ouvrages scolaires souvent écrits par des libres penseurs indigne les catholiques français et va déclencher en 1882 la première guerre des manuels à la suite de la mise à l'Index de quatre livres scolaires.
Les instituteurs sont la cheville ouvrière de ce système, qui tient grâce à cette croyance dans un progrès social grâce à l'école, dont ils se font le relais. Le monopole des Grandes Écoles ne permet plus d'alimenter l'économie de la deuxième révolution industrielle. D'autres écoles s'ouvrent, et la promotion sociale des ouvriers est à l'ordre du jour.
En revanche, les lycées sont payants et restent donc réservés aux enfants de la bourgeoisie.
Les Hussards noirs (certains instituteurs) sont les figures emblématiques de cette époque. Luttant dans leurs « maisons d'école » contre leur municipalité cléricale et le curé de leur paroisse, ces instituteurs, souvent d'origine modeste, inculquent aux écoliers les valeurs de la République par l'enseignement de l'histoire, de la morale et de l'instruction civique.
En 1902, l'association Mission laïque française voit le jour, à l'initiative de Pierre Deschamps. En 1904, Émile Combes fait interdire aux religieux d'enseigner dans les écoles religieuses.
À la suite de la Séparation de l'Église et de l'Etat, la guerre scolaire s'embrase dans beaucoup de régions françaises, du fait de l'inclination croissante de l'école laïque à donner dans l'anticatholicisme. Doublée d'un débat politique houleux, elle va conduire à renforcer la place de l'école libre dans les préoccupations de l'épiscopat français et à augmenter ses effectifs aux dépens de l'école publique, cette dernière étant violemment combattue par le bas-clergé et les associations de militants catholiques.

## Dans l'entre-deux-guerres et sous le régime de Pétain
L'entre-deux-guerres est marqué par l'essor de l'enseignement technique avec l'adoption de la loi Astier (1919) qui crée des établissements spécialisés. Dans les années 1930, pour les dirigeants, la finalité de l'école est l'égalité de la société. Ils en arrivent même à concevoir que c'est à la société de créer les emplois qui accueilleront les jeunes adultes ainsi formés par le dispositif scolaire.
En 1924, le diplôme du baccalauréat s'ouvre à toutes les jeunes filles ; il est aussi leur sésame pour pouvoir accéder aux universités : davantage d'étudiantes s'engagent alors dans des cursus d'études supérieures, dont ceux menant aux métiers de professeurs, avocates ou médecins.
En 1933, l'enseignement secondaire, à partir de la classe de 6 ème, n'est plus payant, comme cela l'était depuis la création des lycées par Napoléon en 1802, l'accès au lycée se faisant toujours par un examen d'entrée (avec des épreuves de dictée, de rédaction et de mathématiques élémentaires).
La politique du Régime de Vichy, en place du 10 juillet 1940 au 20 août 1944, innove assez peu en matière scolaire, la période se traduisant plutôt par une forme de réaction. En effet, l'enseignement secondaire redevient payant. Les écoles normales sont supprimées car elles sont porteuses des valeurs républicaines. Les instituteurs sont alors recrutés au vu du diplôme demandé par le gouvernement de Vichy , soit le baccalauréat et sont en stage pendant un an, dans une école, auprès d'un instituteur. Parallèlement, le Conseil national de la Résistance émet le souhait d'une éducation plus intégrée. Le latin perd de l'importance dans l'enseignement pour devenir facultatif.
À partir de 1940, les religieux ont à nouveau le droit d'enseigner.

## De la Libération à mai 1968

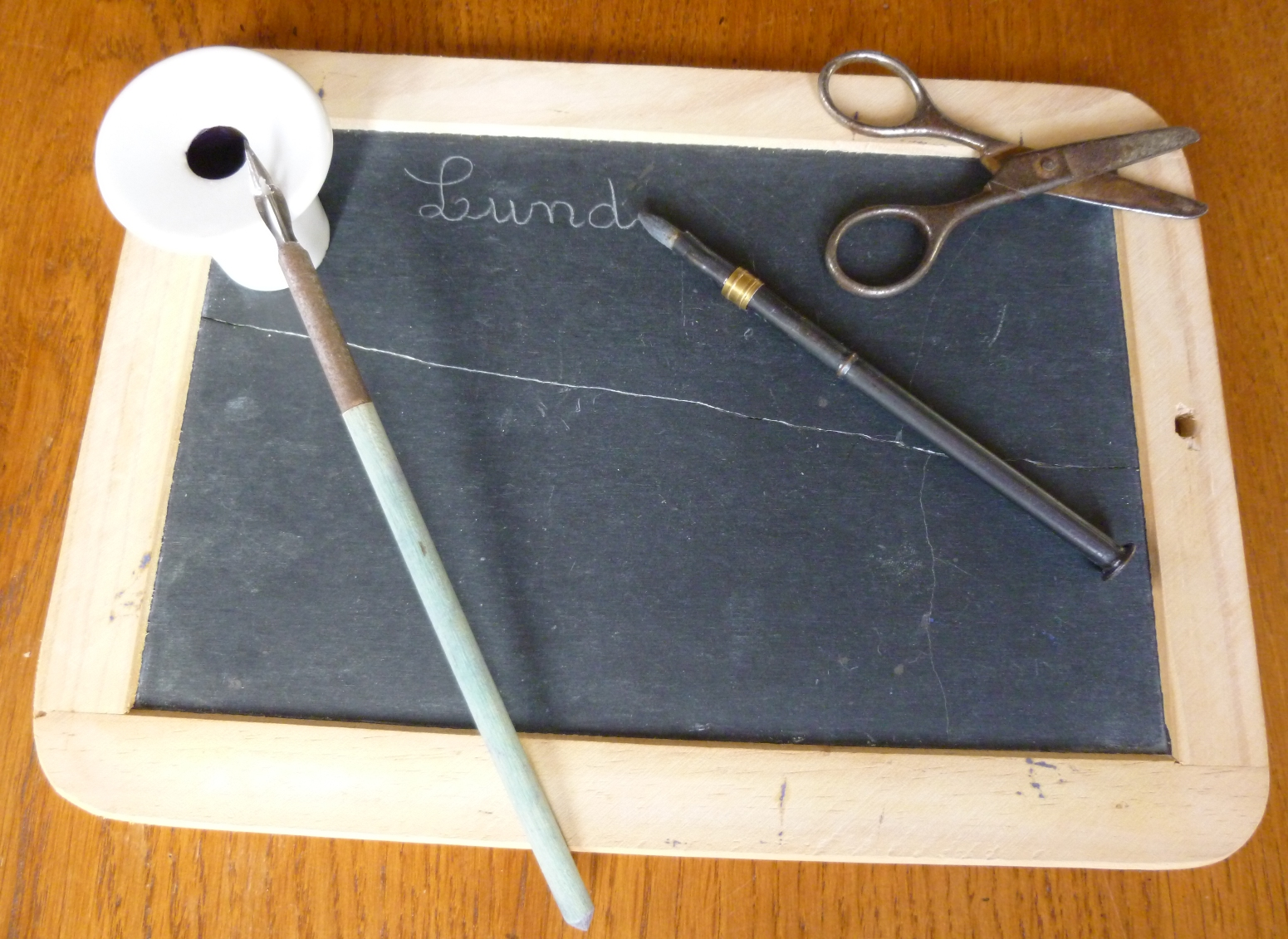
Éléments du matériel d'un écolier.

À la Libération de la France, durant la fin de la Seconde Guerre mondiale, le gouvernement provisoire décide de rétablir la gratuité de l'enseignement secondaire et institue une commission de réflexion sur l'éducation. Le rapport Langevin-Wallon qui en est issu propose de nombreuses mesures de modernisation de l'enseignement, pour faire face à la massification de l'enseignement qui se profile. Il était proposé de démocratiser l'enseignement en allongeant la scolarité à 18 ans, en généralisant les expériences des mouvements de l'éducation nouvelle et en élaborant une école unique. Ce projet sera abandonné faute de moyens et en raison de divergences politiques mais il sera source d'inspiration pour de nombreuses réformes scolaires par la suite. En 1959, avec la réforme de Jean Berthoin, la scolarité obligatoire passe officiellement à 16 ans, bien que son application ne soit achevée qu'en 1971. Les cours complémentaire deviennent des collèges d'enseignement général (CEG), et les collèges d'enseignement secondaire, comportant plusieurs filières, sont établis. La loi Debré de 1959 instaure aussi des contrats avec les écoles privées, dont les enseignants sont rémunérés par l'État à condition que celles-ci enseignent le même programme scolaire que dans le public (écoles dites « sous contrat »), tandis que le catéchisme devient une option (les écoles privées sont en effet majoritairement catholiques).
Faute d'avoir su se moderniser pour faire face à sa massification, l'enseignement français sera au bord de la rupture dans les années 1960 jusqu'à la révolte de mai 1968. La démocratisation de l'enseignement se fera tout d'abord dans l'enseignement technique et professionnel puis dans le secondaire et à l'université. Les universités françaises, mal préparées à de tels effectifs et manquant cruellement de locaux, tentent de se rénover, notamment avec la construction de centres secondaires. Cependant, ces efforts sont insuffisants et le mécontentement des étudiants en mai 1968 a pour causes, entre autres, ces mauvaises conditions d'études.

## Depuis mai 1968
À la suite du mouvement de mai 1968, l'université est réformée, menant, entre autres, à plus d'autonomie et à une démocratisation de son administration (loi Faure de 1968). La mixité devient la norme à tous les niveaux d'enseignement. En 1975, la loi Haby instaure le principe du collège unique pour tous les élèves.
La pédagogie, influencée par les sciences de l'éducation, évolue et interroge la place de l'enseignant en termes de directivité ou de non-directivité.
Dans les années 1970, le philosophe autrichien Ivan Illich va jusqu'à remettre en question l'utilité d'un système scolaire institué par l'État et les sociologues français Pierre Bourdieu et Jean-Claude Passeron ont constaté en 1964, que la proportion d'individus provenant des classes populaires et accédant aux études supérieures reste très faible. Ils théorisent que le système scolaire reproduit le schéma social et qu'il a pour objet de conforter et légitimer la position des élèves dans la hiérarchie sociale. Ils indiquent, à l'époque, que seules les familles détenant un capital culturel adapté permettent à leurs enfants de réussir leur parcours scolaire.
Les pédagogies nouvelles (Montessori, Freinet…), si elles suscitent un important débat, centrent le développement de l'éducation autour de l'enfant. La loi Jospin de 1989 semble aller dans leur sens en plaçant l'élève « au centre du système éducatif ». La place de l'élève n'est plus celle du simple récipient que l'enseignant remplit (triangle pédagogique). L'idée d'une formation de l'élève à son futur statut de citoyen est portée par l'institution scolaire (« éducation à la citoyenneté »).
Plus récemment, l'économiste Thomas Piketty indique« qu'à long terme, le meilleur moyen de réduire les inégalités en matière de travail et d'augmenter la productivité moyenne de la main-d'œuvre et la croissance globale de l'économie est certainement d'investir dans l'éducation »(pp. 306-307). Les décideurs politiques reconnaissent ce rôle de l'éducation et continuent donc à soutenir les objectifs d'augmentation du niveau d'éducation des populations.
Après l'obligation d'éducation, une nouvelle révolution s'est opérée grâce au développement des sciences cognitives appliquées à l'enseignement et aux apprentissages, notamment grâce aux imageries cérébrales et aux démarches d'éducation fondées sur les preuves scientifiques,, en créant notamment le conseil supérieur de l'éducation et le conseil scientifique de l'éducation nationale.

## Nomenclatures des diplômes

### Ancienne nomenclature des diplômes de 1967
La nomenclature établie par la circulaire de l'Éducation nationale n°67-300 du 11.7.1967 définit les niveaux de formation de la façon suivante : 

#### NiveauVI
Personnel occupant des emplois n'exigeant pas une formation allant au-delà de l'instruction obligatoire.

#### NiveauVbis
Personnel occupant des emplois supposant une Formation Spécialisée d'une durée maximum de plus d'un an au-delà du Premier Cycle de l'enseignement du Second degré, du niveau du Certificat de Formation Professionnelle .

#### NiveauV
Personnel occupant des emplois exigeant normalement un niveau de formation équivalent à celui du brevet d'études professionnelles (deux ans de scolarité au-delà du premier cycle de l'enseignement du second degré) et du certificat d'aptitude professionnelle. Provisoirement, formation du niveau du brevet des collèges acquis.

#### NiveauIV

##### IVa
Personnel occupant des emplois exigeant normalement une formation du niveau du baccalauréat, du brevet de technicien, du brevet supérieur d'enseignement (trois ans de scolarité au-delà du premier cycle de l'enseignement du second degré). Provisoirement, formation du niveau du brevet d'enseignement industriel, et du brevet d'enseignement commercial, du DUT.

##### IVb
Personnel occupant un emploi de maîtrise ou titulaire du brevet professionnel ou du brevet de maîtrise, (deux ans de formation au moins et de pratique professionnelle après l'acquisition d'une formation de niveau V). Possibilité de gestion d'équipe.

##### IVc
Cycle préparatoire (en promotion sociale) à l’entrée dans un cycle d’études supérieures ou techniques supérieures.

#### NiveauIII
Personnel occupant des emplois exigeant normalement une formation du niveau du brevet de technicien supérieur (BTS), ou de fin de premier cycle de l'enseignement supérieur.

#### NiveauxIetII
Personnel occupant des emplois exigeant normalement une formation de niveau égal ou supérieur à celui des écoles d'ingénieurs ou de la licence.

### Ancienne nomenclature des diplômes de 1969
Construite en référence à celle de 1967, cette nomenclature renvoie à un niveau de qualification et de formation (responsabilité dans l’emploi). Elle est utilisée dans le Répertoire national des certifications professionnelles (RNCP). Elle donne une équivalence de niveau d'étude identique a celle de 1967.

#### NiveauV
Personnel occupant des emplois exigeant normalement un niveau de formation équivalent à celui du diplôme national du brevet (DNB), du brevet d'études professionnelles (BEP) ou du certificat d'aptitude professionnelle (CAP), et par assimilation, du certificat de formation professionnelle des adultes (CFPA) du premier degré[réf. nécessaire].
L'équivalent EQF du Cadre européen des certifications est le niveau 2 pour le DNB et niveau 3 pour les CAP et BEP.
Ce niveau correspond à une qualification complète pour l'exercice d'une activité bien déterminée avec la capacité d'utiliser les instruments et les techniques qui s'y rapportent. Cette activité concerne principalement un travail d'exécution qui peut être autonome dans la limite des techniques qui y sont afférentes.

#### NiveauIV(Bac +0)
Personnel occupant des emplois de maîtrise ou d'ouvrier qualifié et pouvant attester d'un niveau de formation équivalent à celui du brevet professionnel (BP), du brevet de technicien (BT), du baccalauréat général, du baccalauréat professionnel ou du baccalauréat technologique.
L'équivalent EQF du Cadre européen des certifications est le niveau 4.
Une qualification de niveau IV implique davantage de connaissances théoriques que le niveau précédent. Cette activité concerne principalement un travail technique qui peut être exécuté de façon autonome et/ou comporter des responsabilités d'encadrement (maîtrise) et de coordination.

#### NiveauIII(Bac +2)
Personnel occupant des emplois qui exigent normalement des formations du niveau du diplôme des instituts universitaires de technologie (DUT) ou du brevet de technicien supérieur (BTS) ou de fin de premier cycle de l'enseignement supérieur.
L'équivalent EQF du Cadre européen des certifications est le niveau 5.
La qualification de niveau III correspond à des connaissances et des capacités de niveau supérieur sans toutefois comporter la maîtrise des fondements scientifiques des domaines concernés. Les capacités et connaissances requises permettent d'assurer de façon autonome ou indépendante des responsabilités de conception et/ou d'encadrement et/ou de gestion.

#### NiveauII(Bac +3 et Bac +4)
Personnel occupant des emplois de cadre exigeant normalement une formation d'un niveau comparable à celui de la licence ou de la maitrise ou de la première année de master.
L'équivalent EQF du Cadre européen des certifications est le niveau 6.
À ce niveau, l'exercice d'une activité professionnelle salariée ou indépendante implique la maîtrise des fondements scientifiques de la profession, conduisant généralement à l'autonomie dans l'exercice de cette activité.

#### NiveauI(Bac +5 et plus)
Personnel occupant des emplois de cadre exigeant normalement une formation de niveau supérieur à celui de la maîtrise : à un master ou un doctorat.
L'équivalent EQF du Cadre européen des certifications est le niveau 7 pour un master, niveau 8 pour un doctorat.
En plus d'une connaissance affirmée des fondements scientifiques d'une activité professionnelle, une qualification de niveau I nécessite la maîtrise de processus de conception ou de recherche.

### Nomenclature des niveaux de diplômes de 2019
Cette liste classe les diplômes de niveau du moins élevé (niveau 1) au plus élevé (niveau 8),,. L'ancienne classification de 1969 allait du niveau V (CAP, BEP) au niveau I (Master). Elle a été remplacée début 2019. La nomenclature de 2019 va donc du niveau 1 (niveau maternelle) au niveau 8 (doctorat). Établie en 2019, elle vise à faciliter la lecture internationale des niveaux de formations. Elle est basée sur la classification internationale type de l'éducation de 2011 établi par l'Unesco et le Cadre européen des certifications établi par l'Union européenne. La nomenclature de 1969 (du niveau V au niveau I) allait à l'encontre de nombreux systèmes étrangers.
La nomenclature des niveaux de formation est utilisée, notamment à des fins statistiques, pour mesurer les études accomplies par un individu. Elle est utilisée au sein de l'Éducation nationale, des autres ministères délivrant des diplômes d'état, par Pôle emploi pour classer les demandeurs d'emploi par niveau de formation, par l'Insee dans le cadre du recensement, etc.
| Titre du diplôme                 | Années après le baccalauréat | Niveau RNCP du diplôme | Compétences | Ancien niveau (1969-2006) |
| -------------------------------- | ---------------------------- | ---------------------- | --- | ------------------------- |
| École maternelle et élémentaire  | -                            | Niveau 1 et 2          | Le niveau 1 correspond à la maîtrise des savoirs de base. Il est l'équivalent de l'école maternelle. Le niveau 2 atteste la capacité à effectuer des activités et résoudre des problèmes courants à l'aide de règles et d'outils mobilisant des savoir-faire professionnels. Il est l'équivalent de l'école élémentaire. L'activité s'exerce avec un niveau restreint d'autonomie. Les titulaires sont formés pour occuper des emplois de maîtrise ou d'ouvrier non qualifié. | Niveau V                  |
| CAP, DNB, CFG                    | -                            | Niveau 3               | Le niveau 3 atteste la capacité à effectuer des activités en appliquant des méthodes, des outils, des matériels et des informations de base, dans un contexte connu, et à adapter les moyens d'exécution et son comportement aux circonstances. Les diplômés du CAP, ou équivalent sont formés pour occuper des emplois de maîtrise ou d'ouvrier qualifié. | Niveau V                  |
| Baccalauréat                     | Bac                          | Niveau 4               | Le niveau 4 atteste la capacité à effectuer des activités mobilisant un large éventail d'aptitudes, d'adapter des solutions existantes pour résoudre des problèmes précis, à organiser son travail de manière autonome dans des contextes prévisibles mais susceptibles de changer. Les diplômés du Bac sont formés pour occuper des emplois de maîtrise ou d'ouvrier qualifié.                                                                                               | Niveau IV                 |
| BTS, CPGE                        | Bac + 2                      | Niveau 5               | Le niveau 5 atteste la capacité à maîtriser des savoir-faire dans un champ d'activité, à élaborer des solutions à des problèmes nouveaux, à analyser et interpréter des informations en mobilisant des concepts, à transmettre un savoir-faire et des méthodes. Les diplômés du BTS ou équivalent sont formés pour occuper des emplois d'ouvrier ou de technicien qualifié.                                                                                                   | Niveau III                |
| Diplôme national de licence, BUT | Bac + 3                      | Niveau 6               | Le niveau 6 atteste la capacité à analyser et résoudre des problèmes complexes imprévus dans un domaine spécifique, à formaliser des savoir-faire et des méthodes et à les capitaliser. Les diplômés d'une licence sont formés pour occuper des emplois de technicien qualifié. | Niveau II                 |
| Diplôme national de master       | Bac + 5                      | Niveau 7               | Le niveau 7 atteste la capacité à élaborer et mettre en œuvre des stratégies alternatives pour le développement de l'activité dans des contextes complexes, ainsi qu'à évaluer les risques et les conséquences de son activité. Les diplômés d'un master sont formés pour occuper des emplois de cadre. | Niveau I                  |
| Diplôme national de doctorat     | Bac + 8                      | Niveau 8               | Le niveau 8 atteste la capacité à identifier et résoudre des problèmes complexes et nouveaux impliquant une pluralité de domaines, en mobilisant les connaissances et les savoir-faire les plus avancés, à concevoir et piloter des projets et des processus de recherche et d'innovation. Les diplômés d'un Diplôme national de doctorat sont formés pour occuper des emplois de cadre.                                                                                      | Niveau I                  |